# Cop & 1/2
Cop & 1/2, ook gekend onder de titel Cop and a half, is een Amerikaanse komische familiefilm uit 1993 geregisseerd door Henry Winkler.

## Synopsis
De achtjarige Devon Butler droomt ervan om politieman te worden. Hij kijkt naar politieseries en -films. Hij kent zowat alle procedures en speelt "politie en boef" met zijn vrienden. Op een dag is hij getuige van een moord en geeft dit aan bij de politie. Hij wil enkel informatie geven wanneer hij benoemd wordt tot echte politieman en de zaak mee mag onderzoeken. Uit noodzaak wordt zijn eis ingewilligd en moet hij samenwerken met Nick McKenna die niet overweg kan met kinderen. Ze vinden de drugsbaron die verantwoordelijk is voor de aanslag. Nadat de zaak is opgelost, keert Devon terug naar zijn normale leven. Nick zijn mening over kinderen is veranderd en ze worden goede vrienden.

## Rolverdeling
| Acteur              | Personage       |
| ------------------- | --------------- |
| Burt Reynolds       | Nick McKenna    |
| Norman D. Golden II | Devon Butler    |
| Ray Sharkey         | Vinnie Fountain |
| Ruby Dee            | Rachel Baldwin  |
| Holland Taylor      | Rubio           |
| Frank Sivero        | "Chu"           |
| Marc Macaulay       | Waldo           |
| Tom McCleister      | Rudy            |
| Ralph Wilcox        | Matt McPhail    |
| Rocky Giordani      | Quintero        |
| Sammy Hernandez     | Ray Sanchez     |
| Sean O'Neal         | McNally         |
| Tom Kouchalakos     | Jenkins         |

## Prijzen en nominaties
| Westrijd                     | Categorie                                | Ontvanger(s)                      | Resultaat   | Ref.  |  |
| ---------------------------- | ---------------------------------------- | --------------------------------- | ----------- | ----- |  |
| Golden Raspberry Awards 1993 | Worst Actor                              | Burt Reynolds                     | Gewonnen    | [ 3 ] |  |
| Golden Raspberry Awards 1993 | Worst New Star                           | Norman D. Golden II               | Genomineerd | [ 3 ] |  |
| Stinkers Bad Movie Awards    | Worst Picture                            |                                   | Genomineerd |       |  |
| Stinkers Bad Movie Awards    | Worst actor                              | Burt Reynolds Norman D. Golden II | Genomineerd |       |  |
| Young Artist Award           | Best Actor Under Ten in a Motion Picture | Norman D. Golden II               | Genomineerd |       |  |